# さくら住宅
株式会社さくら住宅は、神奈川県横浜市栄区に本社を置く住宅のリフォームを行う企業である。

## 概要
さくら住宅は横浜市、湘南を中心に神奈川県内に5店舗を展開するリフォーム会社である。

## 沿革
- 1997年6月　設立
- 2004年　鎌倉市津西に鎌倉店オープン
- 2008年　さくらラウンジオープン
- 2010年　横浜市西区に平沼店オープン
- 2011年　逗子市沼間に逗子店オープン
- 2015年3月　経済産業省『先進的なリフォーム事業者表彰』受賞
- 2015年3月　『第5回　日本でいちばん大切にしたい会社大賞』審査委員会特別賞受賞
- 2016年1月　『日本でいちばん大切にしたい会社』第5巻掲載
- 2016年5月　平沼店移転、リニューアルオープン
- 2016年6月　テレビ東京　日経スペシャル『カンブリア宮殿』出演
- 2017年6月　鎌倉店移転、リニューアルオープン
- 2018年6月　『住宅リフォームを考えたら必ず読む本』発売
- 2018年6月　第21期　株主総会＆懇親会開催
- 2018年6月　「週刊ダイヤモンド」記事掲載
- 2018年8月　J:COM「横浜人図鑑」出演
- 2018年12月『「いい会社」をつくった名経営者の言葉』掲載
- 2019年6月　第22期　株主総会 & 懇親会開催
- 2019年11月　桂台東店オープン
- 2020年1月　PHP2月号「私の信条」掲載
- 2020年6月　戸塚区下倉田町に戸塚サミット店オープン

## 事業所
- 本社　神奈川県横浜市栄区桂台西2-4-3
- 鎌倉店　神奈川県鎌倉市津西1-10-10
- 平沼店　神奈川県横浜市西区西平沼町6-1
- 戸塚サミット店　神奈川県横浜市戸塚区下倉田町1883
- 桂台東店　神奈川県横浜市栄区桂台東7番地22号棟109

## 登録
出典
- 特定建設業許可　神奈川県知事 特-30 第７９５４６号
- 一級建築士事務所　神奈川県知事登録　第10393号

## メディア出演
- 日経スペシャル カンブリア宮殿「家の補修や不具合を全力で解消！地元住民を幸せにする感動のリフォーム会社」（2016年6月23日、テレビ東京）[2]

## 受賞歴
- 2014年　経済産業省　先進的なリフォーム事業者表彰
- 2016年　第5回日本でいちばん大切にしたい会社大賞　審査委員会特別賞